# Wirus wścieklizny

Obraz z mikroskopu elektronowego wirusa wścieklizny

Wirus wścieklizny – wirus z rodzaju Lyssavirus, wywołujący wściekliznę. Jego ogólne właściwości morfologiczne są typowe dla wirusów z tej rodziny. Średnica wirionu wynosi 75-80 nm, długość w zależności od zjadliwości szczepu od 120 do 300 nm. Jest oporny na działanie wielu czynników fizycznych i chemicznych; ginie po 5 dniach w temp. 37 °C; jest oporny na procesy gnilne. Jest wrażliwy na formalinę, fenol, etanol, mydła i detergenty. Wirus wścieklizny można namnażać, zakażając zwierzęta laboratoryjne, zarodki kurze i kacze, hodowle komórkowe. Po wielokrotnych pasażach (ponad 180) uzyskuje się wirus ustalony (ang. fixed), pozbawiony zjadliwości dla psów i człowieka. Wirus wykazuje właściwości neurotropowe. Glikoproteina osłonki wirusa ma zdolność blokowania receptorów acetylocholinowych komórek nerwowych. Na zakażenie wrażliwi są ludzie i wszystkie ssaki, a także ptaki. Rezerwuarem wirusa są wolno żyjące zwierzęta, głównie lisy, skunksy (Ameryka Północna) i nietoperze.

## Działanie
Po ukąszeniu człowieka przez zwierzę wirus dostaje się do mózgu, gdzie wywołuje śmiertelne zmiany w ważnych ośrodkach życiowych. W zakażonych komórkach nerwowych pojawiają się wtręty cytoplazmatyczne, których mikroskopowe wykazanie stanowi podstawę rozpoznania wirusa. Lek na wściekliznę nie jest znany. Po ukąszeniu przez potencjalnie zarażone zwierzę należy jak najszybciej się zaszczepić, ponieważ po wystąpieniu objawów choroba niemal nieuchronnie prowadzi do śmierci. Wg danych z 2014 r., corocznie na wściekliznę umiera ok. 60 tys. osób. Odnotowano dotychczas zaledwie kilka przypadków wyleczenia (zobacz: Protokół Milwaukee).